# Marco Paoletti
Marco Paoletti (Siena, 19 d'octubre de 1949) és un actor infantil italià, actiu de 1957 a 1964.

## Biografia
Fou la revelació de la temporada cinematogràfica 1957-1958 va fer el seu debut a la pantalla gran com a co-protagonista a Il maestro, l'ultima pel·lícula dirigida per Aldo Fabrizi que va guanyar el Premi Mediterraneo a la 18a Mostra Internacional de Cinema de Venècia. El paper de Gabriele li va valer un gran èxit de públic, però la seva carrera cinematogràfica fou breu. Fins al 1964 només va fer quatre pel·lícules, dues d'elles amb paper protagonista: Dagli Appennini alle Ande, on treballa amb Eleonora Rossi Drago i Fausto Tozzi. i la coproducció italoespanyola El Lazarillo de Tormes.

## Filmografia

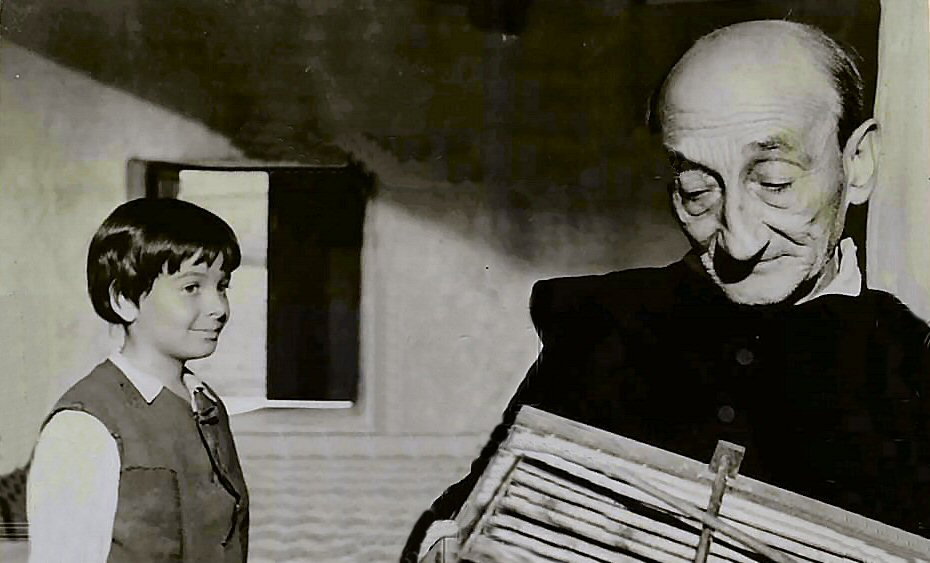
Amb Carlo Pisacane al Lazarillo De Tormes

- Il maestro..., dirigida per Aldo Fabrizi (1957)
- Dagli Appennini alle Ande, dirigida per Folco Quilici (1958)
- Pia De' Tolomei, dirigida per Sergio Grieco (1958)
- El Lazarillo de Tormes, dirigida per César Fernández Ardavín (1959)
- Saul e David, dirigida per Marcello Baldi (1964)